# Campionato uruguaiano di calcio
Il campionato uruguaiano di calcio (sp. Campeonato Uruguayo de Fútbol) è posto sotto l'egida della Asociación Uruguaya de Fútbol (AUF), la federazione calcistica dell'Uruguay.

## Storia
Esistente fin dal 1900, si compose di una sola serie fino al 1906, quando fu istituita una seconda divisione, collegata alla prima da un normale sistema di promozioni e retrocessioni. Nel 1913 fu creata una terza divisione, la Divisional Extra, mentre nel 1915 la seconda divisione prese il nome di Divisional Intermedia.
Nel 1932, la prima divisione fu resa professionistica. Tuttavia, data l'impossibilità per molte società di adeguarsi al nuovo regime economico, nello stesso anno le promozioni e le retrocessioni tra le prime due divisioni furono bloccate. La prima serie divenne così l'unico torneo calcistico professionistico del Paese, mentre la Divisional Intermedia raccoglieva le principali società dilettantistiche. Nel 1937, comunque, le promozioni e retrocessioni furono ripristinate.
Nel 1942 venne istituita una nuova seconda divisione, la "Primera B", mentre la Divisional Intermedia fu declassata a terza serie e la Divisional Extra a quarta.
Nei primi anni settanta, l'AUF decise un'ulteriore ristrutturazione del campionato, specie per il ridotto numero di squadre (per lo più provenienti dal dipartimento di Montevideo) che militavano nelle singole divisioni. A partire dal 1972, pertanto, la Divisional Intermedia venne fusa con la Divisional Extra, formando la Tercera "C". Quale terza serie fu istituita invece la Primera "D", tuttavia soppressa pochi anni dopo, nel 1978.

## Attuale struttura
Attualmente, il campionato di calcio uruguaiano si articola, anzitutto, in due divisioni professionistiche:
- la Primera División Profesional de Uruguay (nel 2010-2011, 16 squadre);
- la Segunda División Profesional de Uruguay (nel 2010-2011, 12 squadre).

Seguono quindi una grande quantità di campionati locali (ligas) organizzati nei singoli dipartimenti, tutti quanti di livello amatoriale. L'AUF di per sé organizza quello del dipartimento di Montevideo, la Segunda División Amateur de Uruguay (13 squadre nel 2010-2011), già Tercera "C", la quale è rimasta la terza divisione del campionato. La partecipazione è, in linea di principio, riservata alle squadre del dipartimento della capitale, ma possono comunque partecipare anche squadre di altri dipartimenti, qualora ne facciano richiesta.
Nel resto del Paese (il cd. "Interior") sono invece giocati dei campionati regionali, detti ligas regionales, per cui è competente un'altra federazione, l'Organización del Fútbol del Interior (OFI), affiliata all'AUF, ma da essa autonoma.
Tutti i campionati utilizzano il sistema dell'Apertura e Clausura. Tra la Primera e la Segunda División vi sono 3 retrocessioni e 3 promozioni. La Segunda División Amateur è rimasta scollegata dalle due serie superiori fino al campionato 2008-2009 compreso: fino a tale stagione, infatti, non esistevano meccanismi prestabiliti di promozione o retrocessione con la Segunda División Profesional, fatta salva la possibilità per una squadra di Segunda División Amateur, come anche per le squadre delle ligas organizzate dall'OFI, di ottenere l'ammissione alla seconda divisione previo rispetto di specifici requisiti e previa trasformazione in società professionistica.
A partire dal campionato 2009-2010, si è ufficializzato il sistema di promozioni e retrocessioni tra la Segunda División Profesional e le terze serie.
L'attuale campione in carica è il Club Atlético Peñarol, al suo 49º successo.